# Vrana (1994.)
Vrana (eng. The Crow) je film iz 1994. godine, a režirao ga je Alex Proyas.

## Radnja
Ljudi su nekad vjerovali kako, kad netko umre, vrana odnosi njegovu dušu u zemlju mrtvih. No, ponekad, vrana može vratiti dušu kako bi se ispravila nepravda. Na Đavolju noć (30. listopada) – uoči Noći vještica – banda zločinca Top Dollara ubila je rock gitaristu Erica Dravena i njegovu zaručnicu Shelly. Godinu dana kasnije Eric ustaje iz groba: Đavolja noć bit će njegova noć osvete...
Prvi od četiri filma "Vrana" prema kojoj je snimljena i serija, specifičan je i po tome što je na snimanju zbog greške rekvizitera poginuo Brandon Lee, sin od Brucea Leeja.